# Saint-Sauveur-en-Diois

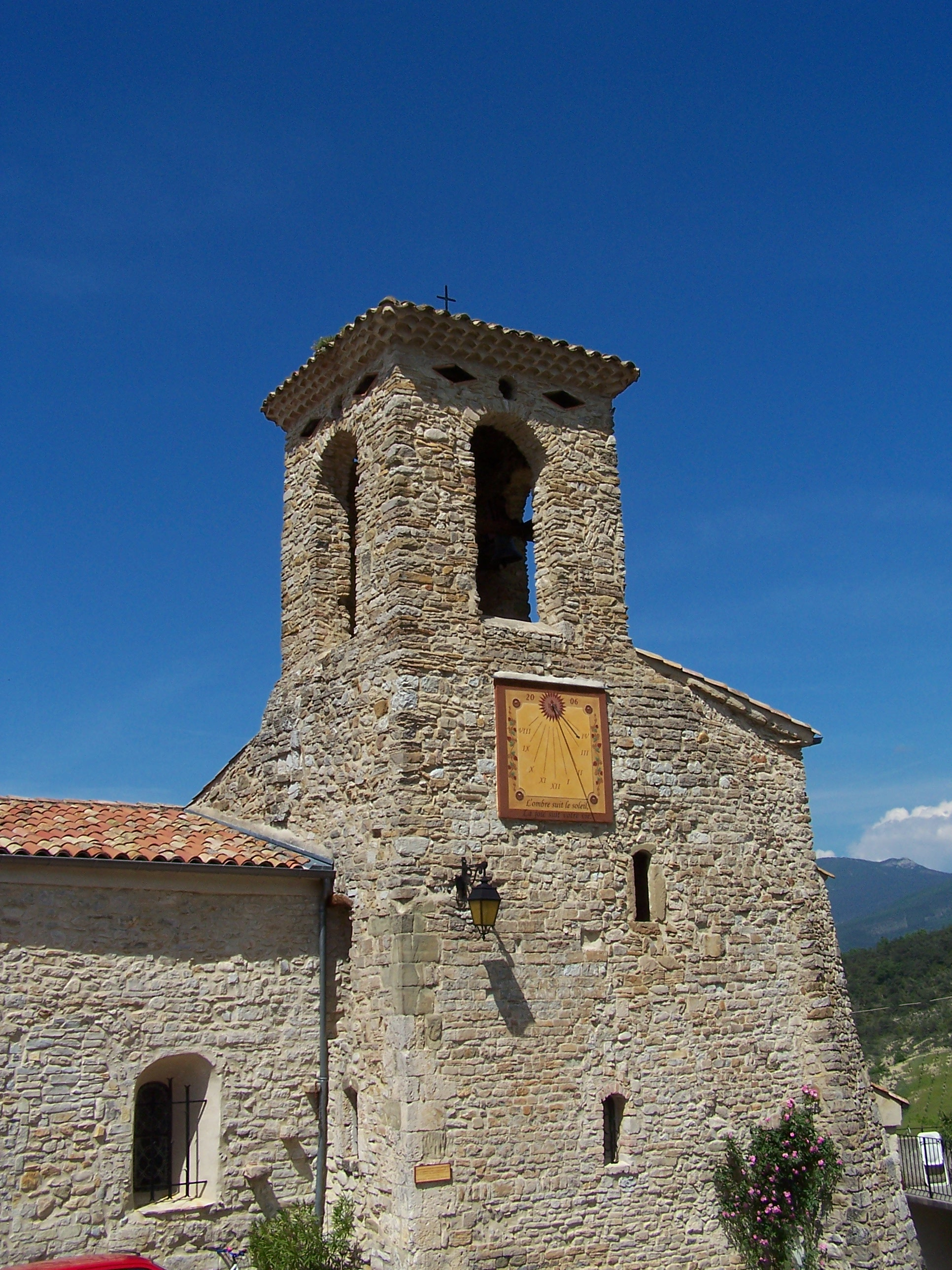
Kościół z zegarem słonecznym, 2007

Saint-Sauveur-en-Diois – miejscowość i gmina we Francji, w regionie Owernia-Rodan-Alpy, w departamencie Drôme.
Według danych na rok 1990 gminę zamieszkiwało 35 osób, a gęstość zaludnienia wynosiła 5 osób/km² (wśród 2880 gmin regionu Rodan-Alpy Saint-Sauveur-en-Diois plasuje się na 1581. miejscu pod względem liczby ludności, natomiast pod względem powierzchni na miejscu 1357.).